# Ецване
Ецване се нарича група технологични методи за управляемо отстраняване на повърхностен слой материал от заготовката под действието на специално подбрани химични реактиви. Понякога вместо термина „ецване“ се използва „травене“. В някои от методите се предвижда активиране на ецващите агенти чрез други физически явления – например чрез прилагане на външно електрично поле (електрохимично ецване), йонизация на атомите и молекулите (йонно-плазмено ецване) и др. В тези случаи терминът „ецване“ е съпроводен с прилагателно, поясняващо конкретната технология. Ако няма прилагателно, като правило се подразбира химическо ецване в електролитен разтвор.
При ецването много често част от повърхността се защитава по подходящ начин от действието на ецващия агент, което позволява селективна обработка и получаване на определена структура.
Основни видове ецване:
1. химическо (течно),
2. електрохимическо,
3. йонно-плазмено (в газов разряд, сухо).

|  | Тази страница частично или изцяло представлява превод на страницата „Травление“ в Уикипедия на руски. Оригиналният текст, както и този превод, са защитени от Лиценза „Криейтив Комънс – Признание – Споделяне на споделеното“, а за съдържание, създадено преди юни 2009 година – от Лиценза за свободна документация на ГНУ. Прегледайте историята на редакциите на оригиналната страница, както и на преводната страница, за да видите списъка на съавторите. ВАЖНО: Този шаблон се отнася единствено до авторските права върху съдържанието на статията. Добавянето му не отменя изискването да се посочват конкретни източници на твърденията, които да бъдат благонадеждни. |